# Mamelucs de Delhi
La Dinastia mameluca (de vegades citada com a Dinastia Esclava o Dinastia Ghulam) (Urdú: سلسله غلامان, Hindi: ग़ुलाम ख़ानदान),), fou dirigida a l'Índia per Qutb-ad-Din Àybak, un general túrquic nascut a l'Àsia central. Fou la primera de les cinc dinasties inconnexes que van governar el Sultanat indi de Delhi i el seu domini es va perllongar des del 1206 fins al 1290. L'acció d'Aybak com a administrador de la dinastia gúrida es va desenvolupar entre 1192 i 1206, un període durant el qual va dur a terme invasions cap al cor del Ganges a l'Índia i durant el qual va establir també el seu control sobre algunes de les noves àrees.

## Història

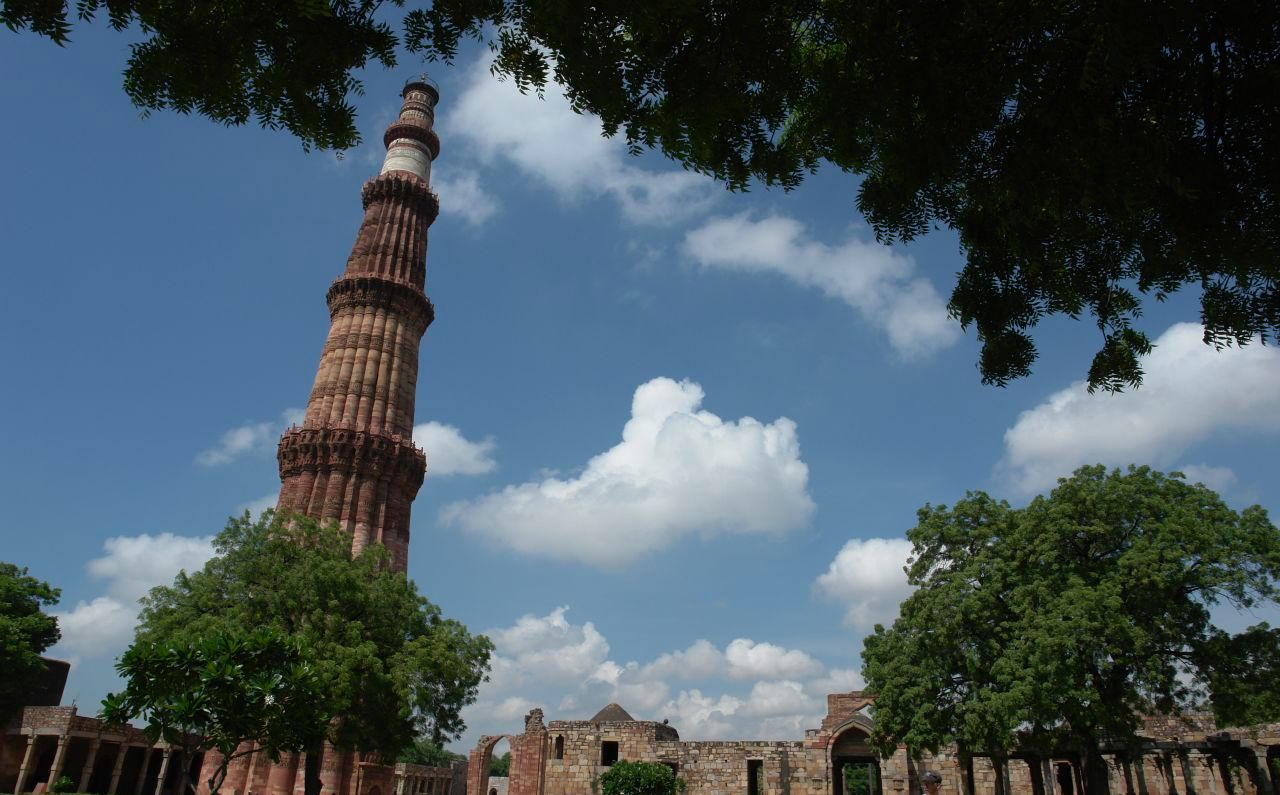
El Qutub Minar, un exemple de les obres la dinastia mameluca.

El mameluc, literalment posseït, era un soldat d'origen esclau que s'havia convertit en Islam. El fenomen començà durant el segle ix i gradualment els mamelucs es convertiren en una casta militar poderosa en diverses societats musulmanes. Els mamelucs ostentaren el poder polític i militar, especialment a Egipte, però també al Llevant, l'Iraq, i Índia.
El 1206, Muizz al-Din Muhammad moria sense descendència, per la qual cosa, després de la seva mort, el seu soldanat fou dividit en moltes partes pels seus esclaus (mamelucs). Tadj al-Din Yildiz es convertí en governant de Gazni.Muhammad Bakhtiyar Khalji aconseguí Bengala. Nasir-ud-Din Kubacha es convertí en soldà de Multan i finalment Qutb-ad-Din Àybak esdevingué soldà de Delhi, la qual cosa significà el començament de la Dinastia esclava.
Aybak arribà al poder quan un superior gúrida va ser assassinat. Tanmateix, el seu regnat com a Sultà de Delhi no va durar gaire, atès que va morir el 1210, i el seu fill, Aram-Xah ascendí al tron, però fou assassinat per Iltutmix el 1211.
Sota el govern d'Iltumix, el soldanat establí contacte diplomàtic cordial amb el Califat Abbàssida entre 1228-1229 i havia aconseguit mantenir-se aliè a les invasions de Genguis Kan i els seus successors. Després de la mort d'Iltutmix el 1236, van romandre al poder una sèrie de governants dèbils i un cert nombre dels nobles guanyaren autonomia sobre les províncies del sultanat. El poder canvià de mans des de Rukn-ad-Din Firuz-Xah a Raziya fins que Balban aconseguí el tron i repel·lí reexidament tant les amenaces internes com externes del sultanat. La Dinastia de Khalji arribà al poder quan Firuz Xah Khalji derrocà l'últim dels governants de dinastia escalva, Muïzz-ad-Din Qaiqabad, net de Balban, i assumí el tron a Delhi.

## Arquitectura

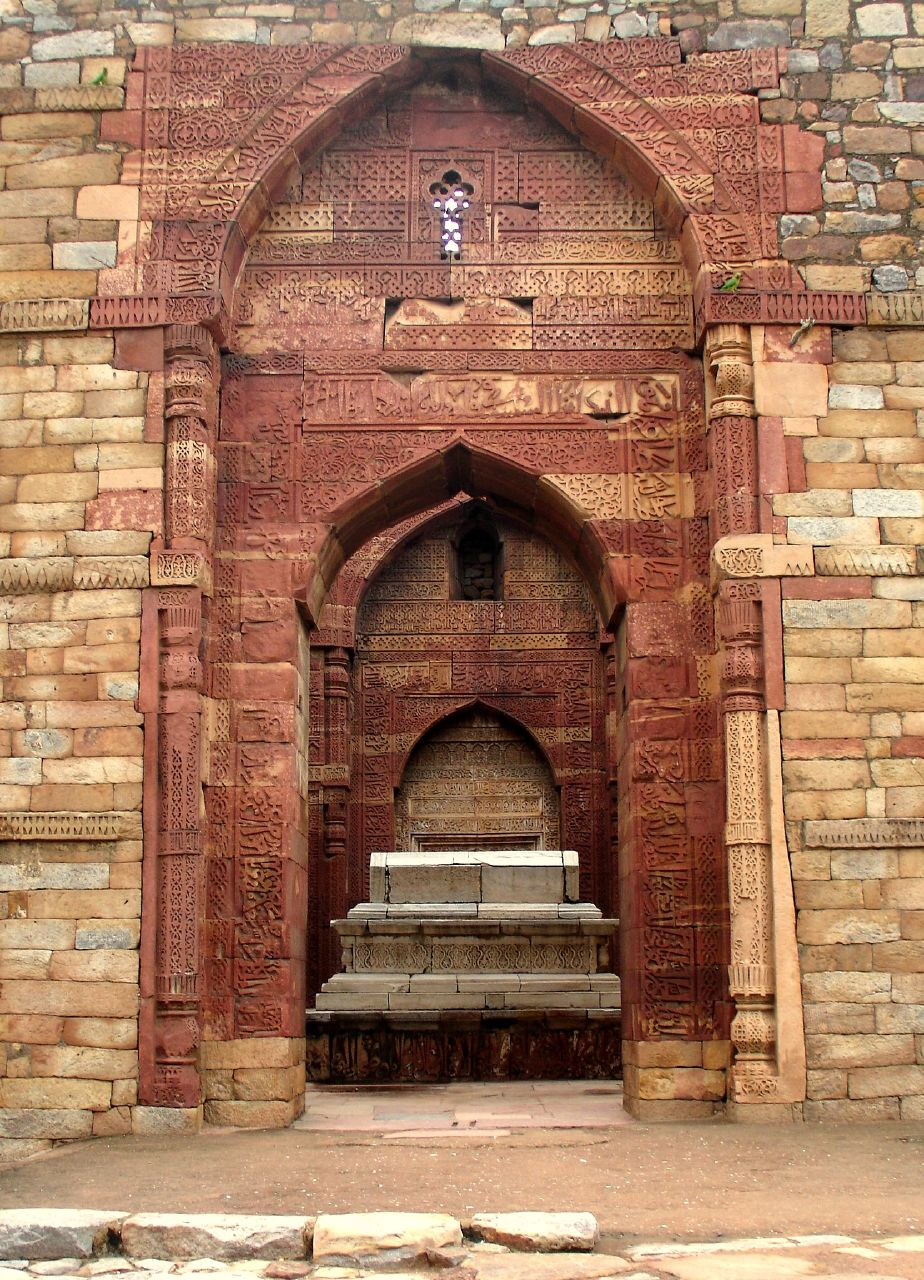
Complex Qutb a Mehrauli.

El llegat arquitectònic de la dinastia inclou el Qutb Minar, Mehrauli construït per Qutb-ad-Din Àybak Sultan Ghari prop de Vasant Kunj, el primer Mausoleu islàmic (tomba) construït el 1231 dC per al Príncep Nàssir-ad-Din Mahmud-Xah, fill gran d'Iltutmix, i la Tomba de Balban, també en Parc Arqueològic de Mehrauli.

## Llista de soldans mamelucs
- Qutb-ad-Din Àybak 1206-1210
- Aram-Xah, 1210-1211
- Xams-ad-Din Iltutmix, 1211-1236
- Rukn-ad-Din Firuz-Xah 1236
- Razia-ad-Din (reina) 1235-1240
- Muïzz-ad-Din Bahram-Xah 1240-1242
- Alà-ad-Din Massud-Xah 1242-1246
- Nàssir-ad-Din Mahmud-Xah 1246-1266
- Giyas-ad-Din Balban 1266-1287/1288
- Muïzz-ad-Din Qaiqabad 1287/1288-1290
- Xams-ad-Din Kayumarth 1290